# Óscar Arizaga
Óscar Gilberto Arizaga (20 d'agost de 1957) és un exfutbolista peruà de la dècada de 1970.
Fou internacional i va formar part de l'equip peruà a la Copa del Món de 1982.
Pel que fa a clubs, destacà defensant els colors de Atlético Chalaco.